# 피비차노
피비차노(이탈리아어: Fivizzano)는 이탈리아 토스카나주 마사카라라도에 있는 코무네다.